# Episodi di Girl Meets World (prima stagione)
La prima stagione della serie televisiva Girl Meets World è andata in onda in prima visione assoluta dal 27 giugno 2014 negli Stati Uniti d'America su Disney Channel. Questa si è conclusa il 27 marzo 2015.
In Italia è stata trasmessa in prima visione a partire dal 9 novembre 2014 su Disney Channel Italia e si è conclusa il 17 maggio 2015.
| nº | Titolo originale                 | Titolo italiano                  | Prima TV USA      | Prima TV Italia  |
| -- | -------------------------------- | -------------------------------- | ----------------- | ---------------- |
| 1  | Girl Meets World                 | Riley e il mondo                 | 27 giugno 2014    | 9 novembre 2014  |
| 2  | Girl Meets Boy                   | Riley e i ragazzi                | 11 luglio 2014    | 16 novembre 2014 |
| 3  | Girl Meets Sneak Attack          | Riley e l'attacco a sorpresa     | 18 luglio 2014    | 23 novembre 2014 |
| 4  | Girl Meets Father                | Riley e il papà                  | 25 luglio 2014    | 30 novembre 2014 |
| 5  | Girl Meets the Truth             | Riley e la verità                | 1º agosto 2014    | 7 dicembre 2014  |
| 6  | Girl Meets Popular               | Riley e la popolarità            | 8 agosto 2014     | 11 gennaio 2015  |
| 7  | Girl Meets Maya's Mother         | Riley e la mamma di Maya         | 15 agosto 2014    | 18 gennaio 2015  |
| 8  | Girl Meets Smackle               | Riley e Smackle                  | 12 settembre 2014 | 25 gennaio 2015  |
| 9  | Girl Meets 1961                  | Riley e il 1961                  | 19 settembre 2014 | 1º febbraio 2015 |
| 10 | Girl Meets Crazy Hat             | Riley e Cappellino               | 26 settembre 2014 | 8 febbraio 2015  |
| 11 | Girl Meets World of Terror       | Riley e il mondo... del terrore  | 2 ottobre 2014    | 15 febbraio 2015 |
| 12 | Girl Meets the Forgotten         | Riley e i "Dimenticati"          | 10 ottobre 2014   | 22 febbraio 2015 |
| 13 | Girl Meets Flaws                 | Riley e i difetti                | 17 ottobre 2014   | 1º marzo 2015    |
| 14 | Girl Meets Friendship            | Riley e l'amicizia               | 21 novembre 2014  | 12 aprile 2015   |
| 15 | Girl Meets Brother               | Riley e il fratello              | 28 novembre 2014  | 19 aprile 2015   |
| 16 | Girl Meets Home for the Holidays | Riley e la famiglia per le feste | 5 dicembre 2014   | 14 dicembre 2014 |
| 17 | Girl Meets Game Night            | Riley e la serata del gioco      | 9 gennaio 2015    | 26 aprile 2015   |
| 18 | Girl Meets Master Plan           | Riley e il piano perfetto        | 16 gennaio 2015   | 3 maggio 2015    |
| 19 | Girl Meets Farkle's Choice       | Riley e la scelta di Farkle      | 6 febbraio 2015   | 10 maggio 2015   |
| 20 | Girl Meets First Date            | Riley e il primo appuntamento    | 27 marzo 2015     | 17 maggio 2015   |
| 21 | Girl Meets Demolition            | Riley e lo shopping              | 27 marzo 2015     | 17 maggio 2015   |

## Riley e il mondo
- Titolo originale: Girl Meets World
- Diretto da: John Whitesell
- Scritto da: Michael Jacobs

### Trama
Riley è una ragazzina posata e l'amicizia con Maya, trasgressiva e contestatrice, sembra allontanarla dal padre Cory, che è anche il loro professore. Quando Maya viene punita a scuola, Riley chiede alla sua famiglia di aiutare entrambe a entrare nel mondo.
- Guest star: Corey Fogelmanis (Farkle Minkus), William Daniels (George Feeny), Jackée Harry (Evelyn Rand), Kurt Collins (Dweezil), Dominique Davis (Gretchen), Cory Fogelmanis (Brenda), Aria Pullman-Ostrander (Modella numero 2)

## Riley e i ragazzi
- Titolo originale: Girl Meets Boy
- Diretto da: Joel Zwick
- Scritto da: Michael Jacobs

### Trama
Cory Matthews assegna ai suoi studenti un compito: stabilire se la tecnologia può contribuire a renderli migliori. I ragazzi effettueranno le loro ricerche senza utilizzare computer e telefoni cellulari. Riley, durante l'esperienza, instaurerà un tenero legame di amicizia con Lucas.
- Guest star: Corey Fogelmanis (Farkle Minkus).

## Riley e l'attacco a sorpresa
- Titolo originale: Girl Meets Sneak Attack
- Diretto da: Joel Zwick
- Scritto da: Cindy Fang

### Trama
Riley è nel pieno della felicità per le novità positive del nuovo anno quando si accorge che Missy ha iniziato a girare intorno a Lucas e in preda alla gelosia decide di allontanarli. Nel frattempo Auggie ha una cotta per una vicina di casa più grande di lui di un anno, Ava. Topanga, inizialmente, gli farà da spalla, ma in seguito si accorgerà che la ragazza è incredibilmente prepotente e vanitosa.
- Guest star: Corey Fogelmanis (Farkle Minkus), Olivia Stuck (Missy Bradford), Ava Kolker (Ava).

## Riley e il papà
- Titolo originale: Girl Meets Father
- Diretto da: Joel Zwick
- Scritto da: Ben Savage

### Trama
Cory viene a sapere che Riley preferisce andare al ballo della scuola piuttosto che prendere parte al loro tradizionale giro annuale sulle montagne russe del 'Cyclon' di Coney Island. Inoltre, con suo grande dispiacere, deve dare una 'F' a Maya per un compito in classe. Lei non la prenderà bene e, per la delusione, minaccerà di lasciare la scuola.
- Guest star: Corey Fogelmanis (Farkle Minkus).

## Riley e la verità
- Titolo originale: Girl Meets the Truth
- Diretto da: Joel Zwick
- Scritto da: Matthew Nelson

### Trama
Maya trova un bellissimo medaglione, ma dice a tutti che le appartiene. Riley non le crede e chiede alla sua amica di essere onesta e riportare il medaglione al proprietario, mentre Maya ribatte dicendo che se lei deve dire la verità, allora anche Riley deve confessare a Farkle che ha mentito sul suo talento per il teatro. Nel frattempo, Cory si trova nei guai con Topanga per essere stato troppo onesto sulle sue capacità culinarie.
- Guest star: Corey Fogelmanis (Farkle Minkus), Whitney Avalon (Mamma), Ashlyn Williams (bambina)

## Riley e la popolarità
- Titolo originale: Girl Meets Popular
- Diretto da: Jon Rosenbaum
- Scritto da: Jeff Menell

### Trama
Riley rimane sorpresa dal fatto che lei sia stata invitata alla festa dei "popolari" mentre Maya no. All'inizio Cory è contrariato, ma poi si scopre che la festa è stata organizzata da Farkle e dal suo gruppo di cervelloni. La ragazza, però, resta colpita dall'influenza che esercita su quel gruppetto di persone e decide di cambiare il suo stile e il suo atteggiamento per adattarsi al suo nuovo ruolo di "regina popolare dei secchioni". A questo punto, Maya dovrà lottare per togliere la sua amica dal mondo incantato delle fate e riportarla alla realtà, anche se tornare nel mondo reale potrebbe farle molto male.
- Guest star: Corey Fogelmanis (Farkle Minkus), Cloris Leachman (Mrs. Svorski), Willie Garson (Harrison Miller), Cecilia Balagot (Isadora Smackle), Mekai Curtis (Shumpert), Nathaniel James Potvin (Studente Popolare), Kamran Allahverdy (Studente non Popolare), Hrachya Hrach Etimizian (Milton), Drew Maldonado (Walter).
- Nota: in questo episodio è assente Lucas Friar.

## Riley e la mamma di Maya
- Titolo originale: Girl Meets Maya's Mother
- Diretto da: John Whitesell
- Scritto da: Matthew Nelson

### Trama
Katy, la mamma di Maya, mette in imbarazzo Maya stessa arrivando con un giorno di ritardo alla "giornata della carriera". Allora decide di lasciare la figlia in pace, ma Riley la invita a vedere la mostra d'arte che si terrà a scuola, dato che Maya, avendo appena fatto emergere il suo talento artistico, esporrà un quadro lì. Riley dovrà imparare che non tutto si può aggiustare e rimarrà delusa dal comportamento di Katy, che non si presenterà. Ma la sua amica l'aiuterà spiegandole che la speranza non è per tutti.
- Guest star: Corey Fogelmanis (Farkle Minkus), Sarah Carpenter (Sarah), Aisha Kabia (Ms. Kossal), Lee Norris (Stuart Minkus), Cheryl Texiera (Katy Hart)

## Riley e Smackle
- Titolo originale: Girl Meets Smackle
- Diretto da: Teresa Kale
- Scritto da: Ben Savage

### Trama
Riley e Maya aiutano la 'studiosa' Smackle a migliorare il proprio aspetto per farla notare da Farkle, per il quale lei ha una cotta, senza accorgersi però che la ragazza punta più in alto... Intanto, Lucas si unisce al gruppo di dibattito.
- Guest star: Corey Fogelmanis (Farkle Minkus), Cecilia Balagot (Isadora Smackle).

## Riley e il 1961
- Titolo originale: Girl Meets 1961
- Diretto da: Rider Strong
- Scritto da: Matthew Nelson

### Trama
Cory chiede alla classe di trovare tracce di nonni o bisnonni vissuti negli anni sessanta. Riley trova una chitarra e un diario appartenuti alla sua bisnonna Rose e, in seguito, scopre che i bisnonni di Maya, Farkle e Lucas si incontrarono al Caffè Hey a Greenwich Villagge nel 1961, e che quindi le persone che Rose scrisse di aver conosciuto sono nientemeno che i parenti dei suoi amici. Maya, intanto, crede che non sia abbastanza importante perché la sua arte conti quanto quella dei più famosi artisti della storia. Cosa che evidenzierà il fatto che la sua bisnonna May non ha fatto amicizia con Rose perché non credeva in se stessa, e quindi se n'è andata, lasciando all'antenata di Riley la sua chitarra come ricordo di quell'incontro di quella sera al Caffè Hey di Greenwich Park. 
- Guest star: Corey Fogelmanis (Farkle Minkus), Sarah Carpenter (Sarah).
- Nota: in questo episodio è assente Auggie Matthews.

## Riley e Cappellino
- Titolo originale: Girl Meets Crazy Hat
- Diretto da: Joel Zwick
- Scritto da: Lauren Otereo

### Trama
Cory organizza un progetto contenente due finte aziende di muffins per dimostrare a Riley come affrontare il suo futuro. Farkle e Lucas guadagneranno molti soldi vendendo ai clienti un prodotto delizioso, ma che li farà star molto male (più che altro, possiamo dire che i clienti arriveranno quasi ad avere il diabete dalla quantità tale di zucchero che hanno ingerito), mentre Riley e Maya, con i loro muffins biologici e salutari, non venderanno. Così, Riley e Maya decidono di creare una loro azienda per cui le persone rimangono soddisfatte e non devono pagare. Saranno aiutate da "Cappellino", una donna che credono una poveraccia (dato che sta sempre sulla panchina della metro), ma che poi scopriranno essere Evelyn Rand, la proprietaria di una grande e fruttuosa catena di industrie. 
- Guest star: Corey Fogelmanis (Farkle Minkus), Ava Kolker (Ava), Jackée Harry (Evelyn Rand), Phil Idrissi (Eugene).

## Riley e il mondo... del terrore
- Titolo originale: Girl Meets World of Terror
- Diretto da: Joel Zwick
- Scritto da: Teresa Kale

### Trama
Per questa puntata speciale di Halloween, Auggie racconta 3 storie sulle paure di Farkle, Riley e se stesso. Tali storie ci aiuteranno a superare le nostre paure, vedere le cose da un altro punto di vista e a capire che, crescendo, dobbiamo dire addio a svariati elementi. 
- Guest star: Corey Fogelmanis (Farkle Minkus), Charlotte Rae (Gammy Hart), Michael D. Roberts (Coach Gleason), Nicolas Bechtel (Simon P. Littleboyeater)

## Riley e i "Dimenticati"
- Titolo originale: Girl Meets the Forgotten
- Diretto da: Joel Zwick
- Scritto da: Jeff Menell

### Trama
I ragazzi devono seguire nel suo lavoro un dipendente della scuola. A Riley e Maya va il servizio alla mensa, mentre Lucas e Farkle vengono assegnati alle pulizie. Impareranno a ringraziare sempre chi si occupa di loro senza sosta, anche se non se ne rendono mai conto, e ad aiutare queste persone nel loro lavoro, perché senza di loro non riuscirebbero a vivere. 
- Guest star: Corey Fogelmanis (Farkle Minkus), Danny McNulty (Harley Keiner), Sonya Eddy (Geralyn Thompson), Sarah Carpenter (Sarah).
- Nota: in questo episodio è assente Auggie Matthews.

## Riley e i difetti
- Titolo originale: Girl Meets Flaws
- Diretto da: Joel Zwick
- Scritto da: Mark Blutman

### Trama
Farkle non si presenta a scuola perché qualcuno lo ha preso in giro dicendogli che è una nullità. Allora Farkle comincia a pensare alle persone che ha intorno e si chiede se merita davvero la loro amicizia. La causa di tutto però è l'invidia di Billy Ross, quindi Riley fa scrivere alla classe i propri difetti sulla fronte e dimostra come, con l'aiuto degli amici, si possano cancellare.
- Guest star: Corey Fogelmanis (Farkle Minkus), Danny McNulty (Harley Keiner), Ava Kolker (Ava), Zachary Mitchell (Billy Ross).
- Nota: in questo episodio è assente Auggie Matthews.

## Riley e l'amicizia
- Titolo originale: Girl Meets Friendship
- Diretto da: John Whitesell
- Scritto da: Mark Blutman

### Trama
Ci sono le elezioni e si candidano Farkle, Riley e Lucas, i tre cominceranno a litigare ma alla fine capiscono cosa è davvero importante. Nel frattempo Auggie non riesce a dormire e questo farà impazzire Corey e Topanga.
- Guest star: Corey Fogelmanis (Farkle Minkus) (cavallo bianco che si crede un unicorno)

## Riley Baby Sitter
- Titolo originale: Girl Meets Brother
- Diretto da: John Whitesell
- Scritto da: Randi Barnes, Cindy Fang, Teresa Kale e Lauren Otero

### Trama
Per dimostrare che ormai è matura, Riley convince i suoi genitori a fare da baby-sitter ad Auggie il giorno del loro anniversario. Il bimbo prepara una sorpresa per la sorella, ma arriva Maya per vedere un programma TV con Riley e Auggie si sente escluso. Allora "regala" Riley a Maya perché non ne vuole più sapere di lei e se ne torna in camera sua, deluso. Intanto Cory e Topanga sentono la mancanza dei loro figli e decidono di andarli a spiare per vedere come se la cavano.
- Guest star: Corey Fogelmanis (Farkle Minkus), Herbie Hancock (Catfish Willie Slim)
- Nota: in questo episodio è assente Lucas Friar.

## Riley e la famiglia per le feste natalizie
- Titolo originale: Girl Meets Home for the Holidays
- Diretto da: John Whitesell
- Scritto da: Jeff Menell

### Trama
I genitori e il fratello di Cory arrivano in casa Matthews per passare insieme le festività natalizie. A loro si aggiunge lo storico migliore amico di Cory, Shawn, trasferitosi lontano e sempre molto sfuggente, soprattutto con Riley e Cory.
- Guest star: Rider Strong (Shawn Hunter), William Russ (Alan Matthews), Betsy Randle (Amy Matthews), Uriah Shelton (Joshua Matthews), Corey Fogelmanis (Farkle).
- Nota: in questo episodio è assente Lucas Friar.

## Riley e la serata del gioco
- Titolo originale: Girl Meets Game Night
- Diretto da: Michael Kelly
- Scritto da: Cindy Fang, Lauren Otero, Randi Barnes

### Trama
La famiglia Matthews decide di riunirsi per fare il "Gioco della Famiglia", ma Riley invita anche i suoi amici e Auggie invita Ava, con cui si è appena "sposato". Il gioco, quindi, si trasforma in una rappresentazione della vita. Riley dovrà riconquistare i suoi genitori, spiegando che avrà sempre bisogno di loro, mentre Cory e Topanga devono realizzare il fatto che i loro figli stanno crescendo. 
- Guest star: Corey Fogelmanis (Farkle Minkus), Peyton Meyer (Lucas Friar), Ava Kolker (Ava), Uriah Shelton (Joshua Matthews).

## Riley e il piano perfetto
- Titolo originale: Girl Meets Master Plan
- Diretto da: Jon Rosenbaum
- Scritto da: Michael Jacobs

### Trama
Shawn fa visita a Cory per il compleanno di Maya, mentre la mamma sembra essersene dimenticata. Ma Riley ha un piano preciso: vuole che Shawn diventi il padre di Maya. Così, con l'aiuto di Cory, Topanga, Farkle e Lucas, organizza un piano per far conoscere Katy e Shawn. Ma non tutto va per il verso giusto..
- Guest star: Corey Fogelmanis (Farkle Minkus), Rider Strong (Shawn Hunter), Cheryl Texiera (Katy Hart), Sonali Castillo (Camille).
- Nota: in questo episodio è assente Auggie Matthews.

## Riley e la scelta di Farkle
- Titolo originale: Girl Meets Farkle's Choice
- Diretto da: John Whitesell
- Scritto da: Mark Blutman

### Trama
Farkle è candidato per il "PREMIO INSETTISSIMO" e deve decidere chi porterà con sé tra Maya e Riley. Inizialmente, nessuna delle due vuol venire, ma poi Farkle risveglia in loro dei vecchi ricordi e le due amiche arrivano addirittura a litigare per lui: la conseguenza è che lui, non volendo vederle tristi, decide di non portare nessuno. Riley e Maya dovranno fare qualcosa per scrollarsi di dosso il rimorso d'aver rovinato la serata più importante della vita di Farkle, ma non lo daranno mai più per scontato, perché non troveranno mai un altro come lui.
- Guest star: Corey Fogelmanis (Farkle Minkus).
- Nota: in questo episodio è assente Lucas Friar.

## Riley e il primo appuntamento
- Titolo originale: Girl Meets First Date
- Diretto da: Rider Strong
- Scritto da: Michael Jacobs

### Trama
Lucas chiede a Cory di concedergli il permesso per il suo primo appuntamento con Riley. Cory, però, ancora non è pronto, perché ritiene la figlia troppo giovane e non vuole accettare il fatto che ormai stia crescendo. Intanto, Maya deve accettare il fatto che Josh la ritiene troppo piccola per lui.
- Guest star: Corey Fogelmanis (Farkle Minkus), Ava Kolker (Ava), Uriah Shelton (Joshua Matthews)

## Riley e lo shopping
- Titolo originale: Girl Meets Demolition
- Diretto da:
- Scritto da: Michael Jacobs

### Trama
Riley e Maya incontrano Aubrey, una commessa che le manipola per convincerle a usare la carta di credito di Topanga per un acquisto costoso.
- Guest star: Corey Fogelmanis (Farkle Minkus), Ava Kolker (Ava),